# Critérium du Dauphiné 2011
De 63e editie van het Critérium du Dauphiné werd verreden van zondag 5 tot en met zondag 12 juni 2011 in de Franse regio Auvergne-Rhône-Alpes. Er werd een parcours van 1053 km afgelegd tussen Saint-Jean-de-Maurienne en La Toussuire. De wedstrijd maakte deel uit van de UCI World Tour 2011.

## Etappe-overzicht
| etappe  | type                | datum   | start                                 | aankomst                   | afstand  | winnaar               | leider algemeen klassement |
| ------- | ------------------- | ------- | ------------------------------------- | -------------------------- | -------- | --------------------- | -------------------------- |
| Proloog | Proloog             | 5 juni  | Saint-Jean-de-Maurienne               | Saint-Jean-de-Maurienne    | 5,5 km   | Lars Boom             | Lars Boom                  |
| 1e      | Heuvelrit           | 6 juni  | Albertville                           | Saint-Pierre-de-Chartreuse | 144 km   | Jurgen Van den Broeck | Aleksandr Vinokoerov       |
| 2e      | Vlakke rit          | 7 juni  | Voiron                                | Lyon                       | 179 km   | John Degenkolb        | Aleksandr Vinokoerov       |
| 3e      | Individuele tijdrit | 8 juni  | Grenoble                              | Grenoble                   | 42,5 km  | Tony Martin           | Bradley Wiggins            |
| 4e      | Vlakke rit          | 9 juni  | La Motte-Servolex                     | Mâcon                      | 172 km   | John Degenkolb        | Bradley Wiggins            |
| 5e      | Bergrit             | 10 juni | Parc des Oiseaux - Villars-les-Dombes | Les Gets                   | 207,5 km | Christophe Kern       | Bradley Wiggins            |
| 6e      | Bergrit             | 11 juni | Les Gets                              | Le Collet d’Allevard       | 185 km   | Joaquim Rodríguez     | Bradley Wiggins            |
| 7e      | Bergrit             | 12 juni | Pontcharra                            | La Toussuire               | 117,5 km | Joaquim Rodríguez     | Bradley Wiggins            |

## Etappe-uitslagen

### Proloog
| Rituitslag 5 juni Saint-Jean-de-Maurienne 5,5 km (ITT) |                       |                    |         |
| Plaats                                                 | Naam                  | Ploeg              | Tijd    |
| Winnaar                                                | Lars Boom             | Rabobank           | 06'18"  |
| 2                                                      | Aleksandr Vinokoerov  | Astana             | + 0'02" |
| 3                                                      | Bradley Wiggins       | Team Sky           | + 0'05" |
| 4                                                      | John Degenkolb        | HTC-High Road      | + 0'06" |
| 5                                                      | Blel Kadri            | AG2R               | + 0'08" |
| 6                                                      | Joost Posthuma        | Team Leopard-Trek  | + 0'09" |
| 7                                                      | Cadel Evans           | BMC Racing Team    | + 0'09" |
| 8                                                      | Christophe Riblon     | AG2R               | + 0'09" |
| 9                                                      | Cyril Lemoine         | SAUR-Sojasun       | + 0'10" |
| 10                                                     | Jérôme Coppel         | SAUR-Sojasun       | + 0'11" |
|                                                        |                       |                    |         |
| 15                                                     | Jurgen Van den Broeck | Omega Pharma-Lotto | + 0'14" |

### 1e etappe
| Rituitslag 6 juni Albertville - Saint-Pierre-de-Chartreuse 144 km |                       |                    |          |
| Plaats                                                            | Naam                  | Ploeg              | Tijd     |
| Winnaar                                                           | Jurgen Van den Broeck | Omega Pharma-Lotto | 3u36'42" |
| 2                                                                 | Joaquim Rodríguez     | Team Katjoesja     | + 0'06"  |
| 3                                                                 | Cadel Evans           | BMC Racing Team    | + 0'07"  |
| 4                                                                 | Aleksandr Vinokoerov  | Team Astana        | z.t.     |
| 5                                                                 | Nicolas Roche         | AG2R               | z.t.     |
| 6                                                                 | Edvald Boasson Hagen  | Team Sky           | z.t.     |
| 7                                                                 | Thibaut Pinot         | Française des Jeux | 0'13"    |
| 8                                                                 | Rob Ruijgh            | Vacansoleil-DCM    | z.t.     |
| 9                                                                 | Thomas Voeckler       | Team Europcar      | 0'15"    |
| 10                                                                | Janez Brajkovič       | Team Radioshack    | z.t.     |

| Tussenstand |                       |                    |          |
| Plaats      | Naam                  | Ploeg              | Tijd     |
| Gele trui   | Aleksandr Vinokoerov  | Team Astana        | 3u43'09" |
| 2           | Jurgen Van den Broeck | Omega Pharma-Lotto | + 0'05"  |
| 3           | Cadel Evans           | BMC Racing Team    | + 0'07"  |
| 4           | Bradley Wiggins       | Team Sky           | + 0'11"  |
| 5           | Edvald Boasson Hagen  | Team Sky           | + 0'13"  |
| 6           | Nicolas Roche         | AG2R               | + 0'17"  |
| 7           | Janez Brajkovič       | Team Radioshack    | + 0'20"  |
| 8           | Joaquim Rodríguez     | Team Katusha       | + 0'23"  |
| 9           | Thibaut Pinot         | Française des Jeux | + 0'24"  |
| 10          | Thomas Voeckler       | Team Europcar      | + 0'27"  |
|             |                       |                    |          |
| 12          | Rob Ruijgh            | Vacansoleil-DCM    | + 0'29"  |

### 2e etappe
| Rituitslag 7 juni Voiron - Lyon 179 km |                   |                    |          |
| Plaats                                 | Naam              | Ploeg              | Tijd     |
| Winnaar                                | John Degenkolb    | HTC Highroad       | 4u02'39" |
| 2                                      | Samuel Dumoulin   | Cofidis            | z.t.     |
| 3                                      | Sébastien Hinault | AG2R               | z.t.     |
| 4                                      | Paul Martens      | Rabobank           | z.t.     |
| 5                                      | Joaquim Rodríguez | Team Katusha       | z.t.     |
| 6                                      | Thomas Voeckler   | Team Europcar      | z.t.     |
| 7                                      | Jelle Vanendert   | Omega Pharma-Lotto | z.t.     |
| 8                                      | Grega Bole        | Lampre             | z.t.     |
| 9                                      | Nicolas Roche     | AG2R               | z.t.     |
| 10                                     | Fabian Wegmann    | Team Leopard-Trek  | z.t.     |

| Tussenstand |                            |                    |          |
| Plaats      | Naam                       | Ploeg              | Tijd     |
| Gele trui   | Aleksandr Vinokoerov       | Team Astana        | 7u45'48" |
| 2           | Jurgen Van den Broeck      | Omega Pharma-Lotto | + 0'11"  |
| 3           | Bradley Wiggins            | Team Sky           | + 0'11"  |
| 4           | Cadel Evans                | BMC Racing Team    | + 0'13"  |
| 5           | Nicolas Roche              | AG2R               | + 0'17"  |
| 6           | Joaquim Rodríguez          | Team Katusha       | + 0'23"  |
| 7           | Janez Brajkovič            | Team Radioshack    | + 0'26"  |
| 8           | Thomas Voeckler            | Team Europcar      | + 0'27"  |
| 9           | Rob Ruijgh                 | Vacansoleil-DCM    | + 0'29"  |
| 10          | Rui Alberto Faria da Costa | Team Movistar      | + 0'34"  |

### 3e etappe
| Rituitslag 8 juni Grenoble 42,5 km (ITT) |                      |                     |         |
| Plaats                                   | Naam                 | Ploeg               | Tijd    |
| Winnaar                                  | Tony Martin          | Team HTC-High Road  | 55' 28" |
| 2                                        | Bradley Wiggins      | Team Sky            | + 0'11" |
| 3                                        | Edvald Boasson Hagen | Team Sky            | + 0'43" |
| 4                                        | David Zabriskie      | Team Garmin-Cervélo | + 0'58" |
| 5                                        | Janez Brajkovič      | Team RadioShack     | + 1'17" |
| 6                                        | Cadel Evans          | BMC Racing Team     | + 1'20" |
| 7                                        | Geraint Thomas       | Team Sky            | + 1'35" |
| 8                                        | Christophe Riblon    | AG2R                | + 1'37" |
| 9                                        | Rein Taaramäe        | Cofidis             | + 1'55" |
| 10                                       | Rui Costa            | Team Movistar       | + 1'59" |
|                                          |                      |                     |         |
| 15                                       | Ben Hermans          | Team RadioShack     | + 2'26" |
| 23                                       | Robert Gesink        | Team Rabobank       | + 2'49" |

| Tussenstand |                       |                    |          |
| Plaats      | Naam                  | Ploeg              | Tijd     |
| Gele trui   | Bradley Wiggins       | Team Sky           | 8u41'37" |
| 2           | Cadel Evans           | BMC Racing Team    | + 1'11"  |
| 3           | Janez Brajkovič       | Team RadioShack    | + 1'21"  |
| 4           | Aleksandr Vinokoerov  | Team Astana        | + 1'56"  |
| 5           | Rui Costa             | Team Movistar      | + 2'12"  |
| 6           | Geraint Thomas        | Team Sky           | + 2'25"  |
| 7           | Jurgen Van den Broeck | Omega Pharma-Lotto | + 2'28"  |
| 8           | Christophe Riblon     | AG2R               | + 2'45"  |
| 9           | Ben Hermans           | Team RadioShack    | + 2'46"  |
| 10          | Jérôme Coppel         | Saur-Sojasun       | + 2'52"  |
|             |                       |                    |          |
| 20          | Rob Ruijgh            | Vacansoleil-DCM    | + 3'55"  |

### 4e etappe
| Rituitslag 9 juni La Motte-Servolex - Mâcon 172 km |                      |                       |          |
| Plaats                                             | Naam                 | Ploeg                 | Tijd     |
| Winnaar                                            | John Degenkolb       | Team HTC-High Road    | 4u15'41" |
| 2                                                  | Edvald Boasson Hagen | Team Sky              | z.t.     |
| 3                                                  | Juan José Haedo      | Team Saxo Bank        | z.t.     |
| 4                                                  | Tomas Vaitkus        | Team Astana           | z.t.     |
| 5                                                  | William Bonnet       | La Française des Jeux | z.t.     |
| 6                                                  | Tyler Farrar         | Team Garmin-Cervélo   | z.t.     |
| 7                                                  | Marco Bandiera       | Quick Step            | z.t.     |
| 8                                                  | Samuel Dumoulin      | Cofidis               | z.t.     |
| 9                                                  | Pim Ligthart         | Vacansoleil-DCM       | z.t.     |
| 10                                                 | Kenny Dehaes         | Omega Pharma-Lotto    | z.t.     |

| Tussenstand |                       |                    |           |
| Plaats      | Naam                  | Ploeg              | Tijd      |
| Gele trui   | Bradley Wiggins       | Team Sky           | 12u58'18" |
| 2           | Cadel Evans           | BMC Racing Team    | + 1'11"   |
| 3           | Janez Brajkovič       | Team RadioShack    | + 1'21"   |
| 4           | Aleksandr Vinokoerov  | Team Astana        | + 1'56"   |
| 5           | Rui Costa             | Team Movistar      | + 2'12"   |
| 6           | Geraint Thomas        | Team Sky           | + 2'25"   |
| 7           | Jurgen Van den Broeck | Omega Pharma-Lotto | + 2'28"   |
| 8           | Christophe Riblon     | AG2R               | + 2'45"   |
| 9           | Ben Hermans           | Team RadioShack    | + 2'46"   |
| 10          | Jérôme Coppel         | Saur-Sojasun       | + 2'52"   |
|             |                       |                    |           |
| 20          | Rob Ruijgh            | Vacansoleil-DCM    | + 3'55"   |

### 5e etappe
| Rituitslag 10 juni Parc des Oiseaux - Villars-les-Dombes - Les Gets 207,5 km |                       |                     |          |
| Plaats                                                                       | Naam                  | Ploeg               | Tijd     |
| Winnaar                                                                      | Christophe Kern       | Team Europcar       | 5u05'03" |
| 2                                                                            | Chris Anker Sørensen  | Team Saxo Bank      | + 0'07"  |
| 3                                                                            | Thomas Voeckler       | Team Europcar       | + 0'09"  |
| 4                                                                            | Joaquim Rodríguez     | Team Katusha        | z.t.     |
| 5                                                                            | Aleksandr Vinokoerov  | Team Astana         | z.t.     |
| 6                                                                            | Bradley Wiggins       | Team Sky            | z.t.     |
| 7                                                                            | Thibaut Pinot         | Française des Jeux  | z.t.     |
| 8                                                                            | Daniel Martin         | Team Garmin-Cervélo | z.t.     |
| 9                                                                            | Jurgen Van den Broeck | Omega Pharma-Lotto  | z.t.     |
| 10                                                                           | Ben Hermans           | Team Radioshack     | z.t.     |

| Tussenstand |                       |                    |           |
| Plaats      | Naam                  | Ploeg              | Tijd      |
| Gele trui   | Bradley Wiggins       | Team Sky           | 18u02'30" |
| 2           | Cadel Evans           | BMC Racing Team    | + 1'11"   |
| 3           | Janez Brajkovič       | Team RadioShack    | + 1'21"   |
| 4           | Aleksandr Vinokoerov  | Team Astana        | + 1'56"   |
| 5           | Rui Costa             | Team Movistar      | + 2'22"   |
| 6           | Jurgen Van den Broeck | Omega Pharma-Lotto | + 2'28"   |
| 7           | Christophe Riblon     | AG2R               | + 2'45"   |
| 8           | Ben Hermans           | Team RadioShack    | + 2'46"   |
| 9           | Jérôme Coppel         | Saur-Sojasun       | + 2'52"   |
| 10          | Kanstantsin Siwtsow   | HTC Highroad       | + 2'52"   |
|             |                       |                    |           |
| 17          | Rob Ruijgh            | Vacansoleil-DCM    | + 4'11"   |

### 6e etappe
| Rituitslag 11 juni Les Gets - Le Collet d’Allevard 185 km |                        |                    |          |
| Plaats                                                    | Naam                   | Ploeg              | Tijd     |
| Winnaar                                                   | Joaquim Rodríguez      | Team Katusha       | 5u12'47" |
| 2                                                         | Robert Gesink          | Rabobank           | + 0'31"  |
| 3                                                         | Jurgen Van den Broeck  | Omega Pharma-Lotto | + 0'39"  |
| 4                                                         | Christophe Kern        | Team Europcar      | + 0'41"  |
| 5                                                         | Aleksandr Vinokoerov   | Team Astana        | + 0'50"  |
| 6                                                         | Bradley Wiggins        | Team Sky           | + 0'54"  |
| 7                                                         | Chris Anker Sørensen   | Team Saxo Bank     | + 1'00"  |
| 8                                                         | Jean-Christophe Péraud | AG2R-La Mondiale   | + 1'06"  |
| 9                                                         | Cadel Evans            | BMC Racing Team    | + 1'09"  |
| 10                                                        | Thomas Voeckler        | Team Europcar      | +1'58"   |

| Tussenstand |                        |                    |           |
| Plaats      | Naam                   | Ploeg              | Tijd      |
| Gele trui   | Bradley Wiggins        | Team Sky           | 23u16'11" |
| 2           | Cadel Evans            | BMC Racing Team    | + 1'26"   |
| 3           | Aleksandr Vinokoerov   | Team Astana        | + 1'52"   |
| 4           | Jurgen Van den Broeck  | Omega Pharma-Lotto | + 2'13"   |
| 5           | Christophe Kern        | Team Europcar      | + 2'52"   |
| 6           | Joaquim Rodríguez      | Team Katusha       | + 3'01"   |
| 7           | Jean-Christophe Péraud | AG2R-La Mondiale   | + 3'30"   |
| 8           | Kanstantsin Siwtsow    | HTC Highroad       | + 4'14"   |
| 9           | Janez Brajkovič        | Team RadioShack    | + 4'22"   |
| 10          | Thomas Voeckler        | Team Europcar      | + 4'27"   |
|             |                        |                    |           |
| 18          | Rob Ruijgh             | Vacansoleil-DCM    | + 7'30"   |

### 7e etappe
| Rituitslag 12 juni Pontcharra - La Toussuire 117,5 km |                       |                    |          |
| Plaats                                                | Naam                  | Ploeg              | Tijd     |
| Winnaar                                               | Joaquim Rodríguez     | Team Katusha       | 3u24'30" |
| 2                                                     | Thibaut Pinot         | Française des Jeux | + 7"     |
| 3                                                     | Robert Gesink         | Rabobank           | z.t.     |
| 4                                                     | Jurgen Van den Broeck | Omega Pharma-Lotto | z.t.     |
| 5                                                     | Aleksandr Vinokoerov  | Team Astana        | z.t.     |
| 6                                                     | Chris Anker Sørensen  | Team Saxo Bank     | + 10"    |
| 7                                                     | Cadel Evans           | BMC Racing Team    | z.t.     |
| 8                                                     | Kanstantsin Siwtsow   | HTC Highroad       | z.t.     |
| 9                                                     | Janez Brajkovič       | Team RadioShack    | z.t.     |
| 10                                                    | Bradley Wiggins       | Team Sky           | z.t.     |

## Eindklassementen
| Plaats    | Naam                   | Ploeg              | Tijd      |
| --------- | ---------------------- | ------------------ | --------- |
| Gele trui | Bradley Wiggins        | Team Sky           | 26u40'51" |
| 2         | Cadel Evans            | BMC Racing Team    | + 1'26"   |
| 3         | Aleksandr Vinokoerov   | Team Astana        | + 1'49"   |
| 4         | Jurgen Van den Broeck  | Omega Pharma-Lotto | + 2'10"   |
| 5         | Joaquim Rodríguez      | Team Katusha       | + 2'50"   |
| 6         | Christophe Kern        | Team Europcar      | + 3'05"   |
| 7         | Jean-Christophe Péraud | AG2R-La Mondiale   | + 3'30"   |
| 8         | Kanstantsin Siwtsow    | HTC Highroad       | + 4'14"   |
| 9         | Janez Brajkovič        | Team RadioShack    | + 4'22"   |
| 10        | Thomas Voeckler        | Team Europcar      | + 4'31"   |
|           |                        |                    |           |
| 14        | Rob Ruijgh             | Vacansoleil-DCM    | + 16'17"  |

| Plaats      | Naam                  | Ploeg              | Punten |
| ----------- | --------------------- | ------------------ | ------ |
| Groene trui | Joaquim Rodríguez     | Team Katusha       | 86     |
| 2           | Aleksandr Vinokoerov  | Team Astana        | 65     |
| 3           | Bradley Wiggins       | Team Sky           | 61     |
|             |                       |                    |        |
| 4           | Jurgen Van den Broeck | Omega Pharma-Lotto | 55     |
| 11          | Rob Ruijgh            | Vacansoleil-DCM    | 31     |

| Plaats        | Naam                  | Ploeg              | Punten |
| ------------- | --------------------- | ------------------ | ------ |
| Bolletjestrui | Joaquim Rodríguez     | Team Katusha       | 63     |
| 2             | Robert Gesink         | Rabobank           | 53     |
| 3             | Jurgen Van den Broeck | Omega Pharma-Lotto | 49     |

| Plaats     | Naam          | Ploeg           | Punten    |
| ---------- | ------------- | --------------- | --------- |
| Witte trui | Jérôme Coppel | Saur-Sojasun    | 26u48'04" |
| 2          | Rob Ruijgh    | Vacansoleil-DCM | + 1'49"   |
| 3          | Andrej Zejts  | Team Astana     | + 4'29"   |
|            |               |                 |           |
| 8          | Ben Hermans   | Team RadioShack | + 13'49"  |

| Plaats | Ploeg            | Tijd      |
| ------ | ---------------- | --------- |
| 1      | Team Europcar    | 80u22'25" |
| 2      | Team Astana      | + 10'00"  |
| 3      | AG2R-La Mondiale | + 10'19"  |

## Deelname
Er namen 22 teams deel aan deze editie.
| 18 UCI-World Tour-ploegen | | |
| AG2R-La Mondiale Nicolas Roche Maxime Bouet Sébastien Hinault Blel Kadri Sébastien Minard Jean-Christophe Péraud Mathieu Perget Christophe Riblon | Team Katjoesja Joaquim Rodríguez Vladimir Goesev Michail Ignatiev Sergej Ivanov Vladimir Karpets Aleksandr Kolobnev Jegor Silin Joeri Trofimov                                 | Quick Step Dario Cataldo Marco Bandiera Andy Cappelle Marc de Maar Francesco Reda Kevin Seeldraeyers Jan Tratnik Julien Vermote                         |
| Pro Team Astana Aleksandr Vinokoerov Rémy Di Grégorio Dmitri Fofonov Andrij Hryvko Maksim Iglinski Fredrik Kessiakoff Tomas Vaitkus Andrej Zejts  | Lampre-ISD Adriano Malori Grega Bole Andrej Kasjetsjkin Vitalij Kondroet Marco Marzano Przemysław Niemiec Aitor Pérez Bálint Szeghalmi                                         | Rabobank Robert Gesink Carlos Barredo Lars Boom Juan Manuel Gárate Paul Martens Grischa Niermann Luis León Sánchez Maarten Tjallingii                   |
| BMC Racing Team Cadel Evans Karsten Kroon Amaël Moinard Steve Morabito John Murphy Manuel Quinziato Ivan Santaromita Michael Schär                | Team Leopard-Trek Brice Feillu Stefan Denifl Anders Lund Bruno Pires Joost Posthuma Thomas Rohregger Fabian Wegmann Oliver Zaugg                                               | Team RadioShack Janez Brajkovič Matthew Busche Ben Hermans Markel Irizar Geoffroy Lequatre Jason McCartney Sérgio Paulinho Haimar Zubeldia              |
| Euskaltel-Euskadi Samuel Sánchez Peio Bilbao Mikel Landa Meana Egoi Martínez Amets Txurruka Pablo Urtasun Perez Iván Velasco Gorka Verdugo        | Liquigas-Cannondale Ivan Basso Francesco Bellotti Mauro Da Dalto Mauro Finetto Kristjan Koren Paolo Longo Borghini Maciej Paterski Cameron Wurf                                | Saxo Bank-Sungard Nicki Sørensen Laurent Didier Volodymyr Hoestov Juan José Haedo Lucas Sebastián Haedo Rafał Majka Chris Anker Sørensen Brian Vandborg |
| Garmin-Cervélo David Zabriskie Julian Dean Tyler Farrar Andreas Klier Daniel Lloyd Daniel Martin Ramūnas Navardauskas Johan Vansummeren           | Team Movistar Beñat Intxausti Andrey Amador Rui Alberto Faria da Costa Imanol Erviti José Vicente García Acosta Jesús López Herrada David López García Francisco Pérez Sánchez | Sky ProCycling Bradley Wiggins Juan Antonio Flecha Simon Gerrans Edvald Boasson Hagen Christian Knees Geraint Thomas Rigoberto Urán Xabier Zandio       |
| Team HTC-High Road Tony Martin John Degenkolb Jan Ghyselinck Danny Pate František Raboň Kanstantsin Siwtsow Gatis Smukulis                        | Omega Pharma-Lotto Jurgen Van den Broeck Kenny Dehaes Óscar Pujol Jürgen Roelandts Jurgen Van De Walle Sven Vandousselaere Jelle Vanendert Frederik Willems                    | Vacansoleil-DCM Lieuwe Westra Santo Anzà Maksim Belkov Michał Gołaś Pim Ligthart Rob Ruijgh Mirko Selvaggi Frederik Veuchelen                           |

| 4 wildcards |
| Saur-Sojasun Jérôme Coppel Cyril Bessy Jonathan Hivert Fabrice Jeandesboz Sébastien Joly Cyril Lemoine Julien Simon Yannick Talabardon        |
| Cofidis Nicolas Roche Maxime Bouet Sébastien Hinault Blel Kadri Sébastien Minard Jean-Christophe Péraud Mathieu Perget Christophe Riblon      |
| Team Europcar Thomas Voeckler Yukiya Arashiro Sébastien Chavanel Cyril Gautier Vincent Jérôme Christophe Kern Perrig Quéméneur Pierre Rolland |
| Française des Jeux William Bonnet Sandy Casar Pierrick Fédrigo Arnold Jeannesson Francis Mourey Rémi Pauriol Thibaut Pinot Jérémy Roy         |

1947 · 1948 · 1949 · 1950 · 1951 · 1952 · 1953 · 1954 · 1955 · 1956 · 1957 · 1958 · 1959 · 1960 · 1961 · 1962 · 1963 · 1964 · 1965 · 1966 · 1967 · 1968 · 1969 · 1970 · 1971 · 1972 · 1973 · 1974 · 1975 · 1976 · 1977 · 1978 · 1979 · 1980 · 1981 · 1982 · 1983 · 1984 · 1985 · 1986 · 1987 · 1988 · 1989 · 1990 · 1991 · 1992 · 1993 · 1994 · 1995 · 1996 · 1997 · 1998 · 1999 · 2000 · 2001 · 2002 · 2003 · 2004 · 2005 · 2006 · 2007 · 2008 · 2009 · 2010 · 2011 · 2012 · 2013 · 2014 · 2015 · 2016 · 2017 · 2018 · 2019 · 2020 · 2021 · 2022 · 2023 · 2024
 Tour Down Under · 
 Parijs-Nice · 
 Tirreno-Adriatico · 
 Milaan-San Remo · 
 Ronde van Catalonië · 
 Gent-Wevelgem · 
 Ronde van Vlaanderen · 
 Ronde van het Baskenland · 
 Parijs-Roubaix · 
 Amstel Gold Race · 
 Waalse Pijl · 
 Luik-Bastenaken-Luik · 
 Ronde van Romandië · 
 Ronde van Italië · 
 Critérium du Dauphiné · 
 Ronde van Zwitserland · 
 Ronde van Frankrijk · 
 Clásica San Sebastián · 
 Ronde van Polen · 
  Eneco Tour · 
 Ronde van Spanje · 
 Vattenfall Cyclassics · 
 GP Ouest France-Plouay · 
 Grote Prijs van Quebec · 
 Grote Prijs van Montreal · 
 Ronde van Peking · 
 Ronde van Lombardije